# 아스카리 모함마디안
아스카리 모함마디안(페르시아어: عسگری محمدیان,‎ 1963년 3월 2일~)은 이란의 레슬링 선수이다. 1998년 하계 올림픽 남자 자유형 밴텀급에서 은메달을 획득했고 1992년 하계 올림픽 남자 자유형 페더급에서 은메달을 획득했다. 또한 세계 선수권 대회에서 은메달을 1개를 획득했다.